# ARFU Asian Rugby Championship 1982
L'Asian Rugby Championship 1982 (in inglese 1982 ARFU Asian Rugby Championship) fu l'8º campionato asiatico di rugby a 15 organizzato dall'ARFU, organismo continentale di governo della disciplina.
Si tenne tra il 20 e il 27 novembre 1982 a Singapore e per la prima volta fu vinto dalla Corea del Sud, che interruppe la serie di sette vittorie consecutive giapponesi nelle altrettante precedenti edizioni del torneo.
Secondo formula ormai consolidata, il campionato si tenne tra otto squadre (incidentalmente, le stesse otto dell'edizione precedente) divise su due gironi da quattro squadre ciascuno, la prima classificata di ognuno dei quali avrebbe disputato la finale per il titolo, mentre la seconda classificata si sarebbe conteso il terzo posto nella finale di consolazione.
Giappone e Corea del Sud si incontrarono allo stadio Jalan Besar per la finale e per la prima volta i coreani ebbero la meglio al termine di una partita condotta fino ai supplementari e terminata 9-9 all'ottantesimo minuto: fu un calcio in drop di Moon Young chan a quattro minuti dalla fine del secondo tempo supplementare a dare la vittoria alla sua squadra e a permetterle di iscrivere il suo nome nel palmarès della competizione.
A conquistare il terzo posto fu invece Hong Kong, che con una meta nel finale riuscì a battere 10-4 il Malaysia.

## Squadre partecipanti
| Girone A      | Girone B      |
| ------------- | ------------- |
| Giappone      | Corea del Sud |
| Hong Kong     | Malaysia      |
| Taipei cinese | Singapore     |
| Thailandia    | Sri Lanka     |

## Fase a gironi

### Girone A
| Data             | Incontro                    | Risultato | Sede      |
| ---------------- | --------------------------- | --------- | --------- |
| 20 novembre 1982 | Taipei cinese — Thailandia  | 20-0      | Singapore |
| 20 novembre 1982 | Giappone XV — Hong Kong     | 29-6      | Singapore |
| 22 novembre 1982 | Giappone XV — Taipei cinese | 31-6      | Singapore |
| 22 novembre 1982 | Hong Kong — Thailandia      | 39-6      | Singapore |
| 24 novembre 1982 | Giappone XV — Thailandia    | 43-6      | Singapore |
| 24 novembre 1982 | Hong Kong — Taipei cinese   | 21-2      | Singapore |

#### Classifica
|    | Squadra       | G | V | N | P | P+  | P-  | P±  | PT |
| -- | ------------- | - | - | - | - | --- | --- | --- | -- |
| A1 | Giappone      | 3 | 3 | 0 | 0 | 103 | 18  | +85 | 6  |
| A2 | Hong Kong     | 3 | 2 | 0 | 1 | 66  | 37  | +29 | 4  |
|    | Taipei cinese | 3 | 1 | 0 | 2 | 28  | 52  | -24 | 2  |
|    | Thailandia    | 3 | 0 | 0 | 3 | 12  | 102 | -90 | 0  |

### Girone B
| Data             | Incontro                  | Risultato | Sede      |
| ---------------- | ------------------------- | --------- | --------- |
| 21 novembre 1982 | Corea del Sud — Malaysia  | 40-12     | Singapore |
| 21 novembre 1982 | Singapore — Sri Lanka     | 9-8       | Singapore |
| 23 novembre 1982 | Corea del Sud — Singapore | 12-0      | Singapore |
| 23 novembre 1982 | Malaysia — Sri Lanka      | 23-12     | Singapore |
| 25 novembre 1982 | Malaysia — Singapore      | 15-6      | Singapore |
| 25 novembre 1982 | Corea del Sud — Sri Lanka | 12-0      | Singapore |

#### Classifica
|    | Squadra       | G | V | N | P | P+ | P- | P±  | PT |
| -- | ------------- | - | - | - | - | -- | -- | --- | -- |
| B1 | Corea del Sud | 3 | 3 | 0 | 0 | 64 | 12 | 52  | 6  |
| B2 | Malaysia      | 3 | 2 | 0 | 1 | 50 | 58 | -8  | 4  |
|    | Singapore     | 3 | 1 | 0 | 2 | 15 | 35 | -20 | 2  |
|    | Sri Lanka     | 3 | 0 | 0 | 3 | 20 | 44 | -24 | 0  |

## Finali

### Finale per il 3º posto
| Singapore 27 novembre 1982, ore 15:30 UTC+8 | Hong Kong | 10 – 4 referto | Malaysia | Stadio Jalan Besar |
| Bulbeck 87’ mt 11’ Kwa Darke 3’, 25’ c.p.   |           |                |          |                    |
|                                             |           |                |          |                    |
| Bulbeck 87’                                 | mt        | 11’ Kwa        |          |                    |
| Darke 3’, 25’                               | c.p.      |                |          |                    |

### Finale
| Arbitro: | Michael Haydon |

|            |      |                                    |
| Kano 41’   | mt   |                                    |
| Tanaka 41’ | tr   |                                    |
| Tanaka 22’ | c.p. | 33’, 45’ Moon Young chan           |
|            | drop | 80’ Song No il 96’ Moon Young chan |